# Raión de Klimavichy
Klímavichy (en bielorruso: Клімавіцкі раён) es un raión o distrito de Bielorrusia, en la provincia (óblast) de Maguilov. 
Comprende una superficie de 1 543 km².

## Demografía
Según estimación 2010, contaba con una población total de 28 523 habitantes.